# Obscured by Clouds
Obscured by Clouds és el setè disc del grup britànic de rock progressiu Pink Floyd, el qual va aparèixer el 2 de juny de 1972. Es tracta de la banda sonora original de la pel·lícula La Vallée de Barbet Schroeder (pel·lícula que va mostrar-se el 27 d'agost de 1972 al Festival de Venècia), que es van animar a realitzar, ja que estaven molt satisfets de la BSO anterior More. Tanmateix, a causa dels problemes amb la societat de producció del film, Pink Floyd va decidir editar-lo amb un títol diferent que el de la pel·lícula.
L'àlbum va ser gravat en menys de dues setmanes a l'estudi del Château d'Hérouville, a la Val d'Oise (França). Va ser enregistrat després d'una pausa durant la creació de l'àlbum The Dark Side of the Moon.
En destaca la cançó «Free Four», vuitena pista de l'àlbum, composta per Roger Waters, la qual va sortir al mercat com a senzill el mes de juny de 1972 i va entrar al top 50 de la ràdio FM a Anglaterra. El seu títol prové del compte tradicional del rock and roll one, two, three, four...; en aquest tema, Water fa una al·lusió al seu orfenat en els vers You are the angel of death / and I am the dead man's son («tu ets l'àngel de la mort / i jo sóc el fill de l'home mort»).

## Context
El procés d'organització va ser el mateix que en el seu anterior projecte de banda sonora More; Schroeder els va donar una edició final de la pel·lícula, els va explicar la temàtica i els va indicar en quins punts aniria la música. L'estudi de gravació comptava amb 16 pistes, fet que Pink Floyd va aprofitar per a experimentar amb idees musicals i tècniques de gravació. Aquesta experimentació, que ja havien iniciat a Meddle i que va continuar en aquesta banda sonora, va acabar desembocant i consolidant-se en el The Dark Side of the Moon, àlbum que va consolidar per sempre més el seu catàleg. El disc va ser compost i gravat en tan sols dues setmanes a França.
Nick Mason es referí a aquesta obra amb les següents paraules:
Segons Andy Mabbet, en la guia que va editar sobre el grup britànic, aquest disc és un punt d'inflexió en la carrera del grup, ja que en el tema «Wot's... Uh The Deal» (Què és...? ah, el Negoci) es tracta el tema que la banda estava creixent, canviant les seves actituds vers el negoci de la música, i que ells ja eren homes de família. A través d'aquests aspectes del disc es poden intuir les arrels del que seria el seu següent disc, The Dark Side of the Moon.
«Free Four» és la primera cançó que enfoca el tema de la mort del pare de Roger Waters, Eric Fletcher Waters. El tema «Obscured By Clouds», que dona nom a l'àlbum, va ser utilitzat de forma usual per a començar els concerts. Es diu que la cançó «Childhood's End" va estar inspirada per la novel·la d'Arthur C. Clarke homònima.
A més, el disc posseeix dos temes firmats en conjunt per Wright i Waters, sent el tercer la mítica peça «Us & Them». En tots aquests temes Wright n'és el compositor i Waters el lletrista.
La portada del disc mostra una escena de la pel·lícula, concretament a un dels protagonistes sobre un arbre, amb un efecte semblant al que es produeix en mirar al sol des d'un bosc.

## Gravació i edició
El disc es va gravar entre el 23 i el 29 de febrer, i el 22 i 27 de març de 1972 als estudis Castell d'Hérouville, França. Finalment el grup va acabar les mescles de la banda sonora de La Vallée, que en aquell moment ja s'anomenava amb el títol final 'Obscured by Clouds, als Morgan Studios de Londres.
Va ser editat en LP el 2 de juny de 1972 al Regne Unit, a través de la discogràfica Harvest/EMI; i el 17 de juny als Estats Units a través de Harvest/Capitol Records. Va assolir la sisena posició de les llistes del Regre Unit, i la 46a a la llista Billboard 200 dels Estats Units. L'any 1997 va aconseguir el disc d'or.
El 1986, l'àlbum va ser editat en disc compacte. Una versió digitalment remasteritzada es va editar el mes de març de 1996 al Regne Unit, i a l'agost del mateix any als Estats Units.

## Llançament i acollida
La coberta de l'àlbum va ser dissenyada, com altres dels àlbums de Pink Floyd, per Hipgnosis. És una fotografia d'un home assegut en un arbre que s'ha pres fora de focus al punt de distorsió completa. L'àlbum va ser llançat al Regne Unit el 2 de juny de 1972, i després als Estats Units el 15 de juny de 1972, ambdós de la mà de Harvest Records. L'àlbum va aconseguir la primera posició de les llistes a França, la sisena posició a la llista britànica d'àlbums, i la 46a a la llista americana (on va aconseguir la certificació d'Or per part de la RIAA el 1997). El 1986, l'àlbum va ser editat en CD. Una versió digital remasteritzada va ser editada també en CD el març de 1996 al Regne Unit i a l'agost del mateix any als Estats Units.

## Actuacions en directe

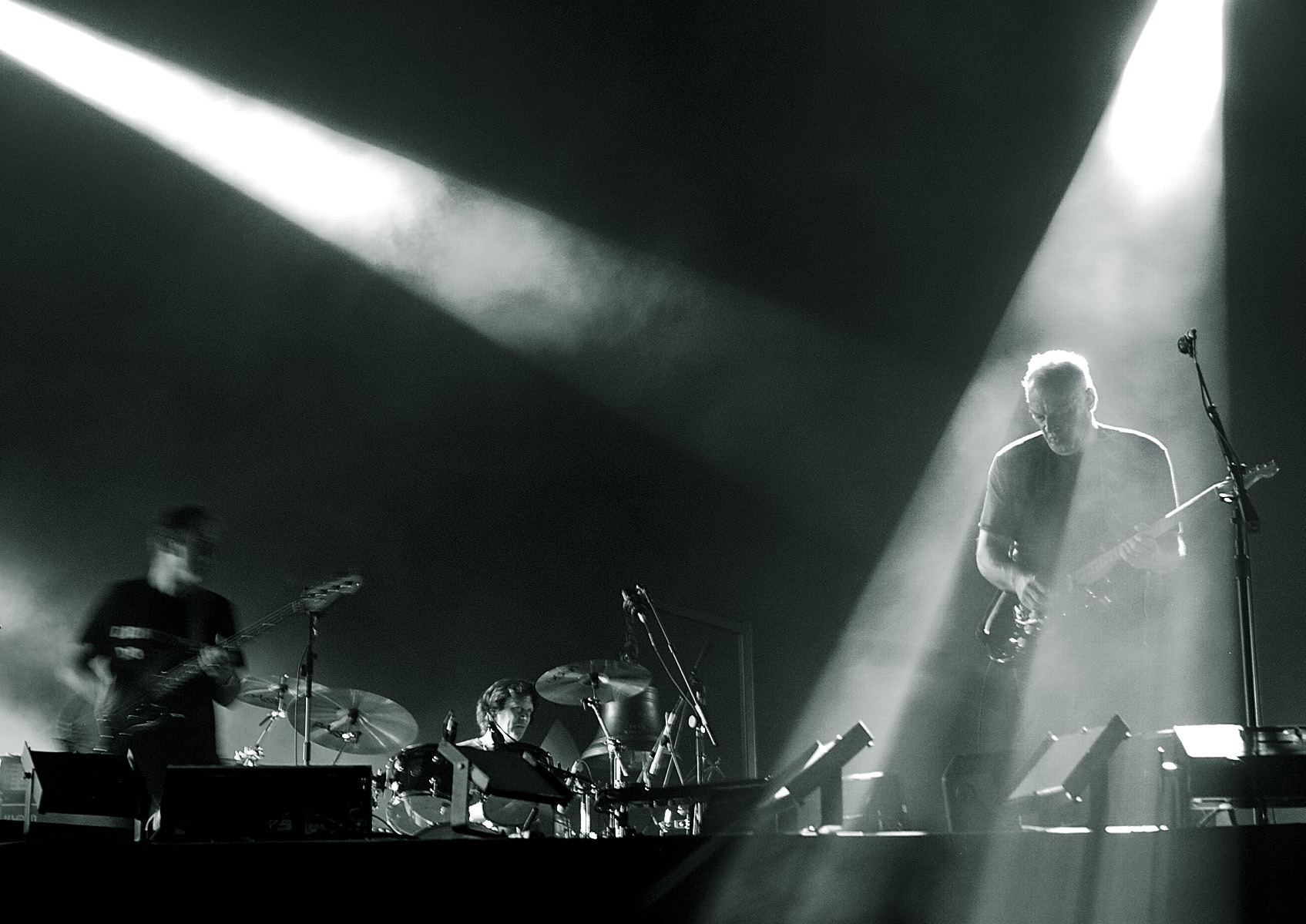
David Gilmour, el 29 de juliol de 2006 a Múnic, durant la seva gira de presentació de "On an Island"; durant la gira, la segona canço de la segona part era «Wot's... Uh The Deal».

Durant el mes de novembre de 1972 Pink Floyd va fer una gira de 7 concerts per Europa, entre els quals s'incloïen cinc concerts a Marsella. Aquí, la banda va acompanyar la companyia de dansa Ballets de Marseille del coreògraf Roland Petit, interpretant els quatre moviments del Pink Floyd Ballet (on es tocaven entre d'altres, Obscured By Clouds i When You're In).
Sobre el fet de realitzar aquests espectacles amb el ballet, en comentaven el següent:
| «            | El que cal fer és moure realment a la gent. Per activar-los, sotmetre'ls a una experiència fantàstica, fer alguna cosa per estirar la seva imaginació. | » |
| — Nick Mason | |   |

| «               | Però, la realitat, totes aquestes persones fent cabrioles en mitges davant de nosaltres no era el que teníem ganes de fer a llarg termini | » |
| — David Gilmour | |   |

La banda va començar alguns dels seus concerts de l'any 1973 amb una versió lliure i estesa basada en els títols «Obscured by Clouds» i «When You're In», acompanyant-les de fum i un espectacle de llums. «Childhood's End» és l'altra única peça de la banda sonora que s'ha interpretat dalt d'un escenari. Van interpretar-la en diversos concerts (el primer d'ells l'1 de desembre de 1972) durant la gira de la banda a l'Amèrica del Nord, normalment desenvolupament llargues improvisacions instrumentals de deu minuts.
Per altra banda, anys després, durant les gires de l'any 2006 de presentació del seu disc "On an Island", David Gilmour va interpretar «Wot's... Uh The Deal» amb Richard Wright, invitat a tocar en la seva gira. Un d'aquests concerts es van enregistrar en el DVD de l'any 2007 Remember That Night, i també va editar-se el 2008 un àlbum en viu Live in Gdańsk.

## Llista de cançons
| Núm. | Títol | Lletra       | Música                                                  | Durada |
| ---- | --- | ------------ | ------------------------------------------------------- | ------ |
| 1.   | «Obscured by Clouds» | Roger Waters | David Gilmour, Roger Waters                             | 3:03   |
| 2.   | «When You're In» (Tema instrumental interpretat als concerts de final de 1972 i a continuació en l'obertura d'alguns concerts de la gira de 1973 per a The Dark Side of the Moon. El títol fa referència a un joc de paraules pronunciat regularment per un antic mànager de la gira del grup.) | Roger Waters | David Gilmour, Roger Waters, Richard Wright, Nick Mason | 2:30   |
| 3.   | «Burning Bridges» | Roger Waters | Roger Waters, Richard Wright                            | 3:29   |
| 4.   | «The Gold It's In The...» (Explica la recerca d'emocions fortes per part d'un viatger:They say there's gold, but I'm looking for thrills.) | Roger Waters | David Gilmour, Roger Waters                             | 3:07   |
| 5.   | «Wot's... Uh The Deal» (No es va tocar mai en cap concert del grup) | Roger Waters | David Gilmour, Roger Waters                             | 5:08   |
| 6.   | «Mudmen» | Roger Waters | David Gilmour, Richard Wright                           | 4:20   |

| Núm. | Títol | Lletra       | Música                                                  | Durada |
| ---- | --- | ------------ | ------------------------------------------------------- | ------ |
| 7.   | «Childhood's End» | Roger Waters | David Gilmour                                           | 4:31   |
| 8.   | «Free Four» | Roger Waters | Roger Waters                                            | 4:15   |
| 9.   | «Stay» (Escrit i enregistrat al castell d'Hérouville al costat de Pontoise a França el 1972. Explica la història d'un home que no recorda el nom de la dona que té al costat quan es desperta.) | Roger Waters | Roger Waters, Richard Wright                            | 4:05   |
| 10.  | «Absolutely Curtains» | Roger Waters | David Gilmour, Roger Waters, Richard Wright, Nick Mason | 5:52   |

## Crèdits
- David Gilmour – guitarra, veu, VCS 3
- Roger Waters – baix, veu, VCS 3
- Richard Wright – teclats, veu, VCS 3
- Nick Mason – bateria, percussió

Altres crèdits:
- La tribu Mapuga de Nova Guinea (gravada en viu) - cors al final de «Absolutely Curtains».[10]

### Producció
- Producció artística: Pink Floyd.
- Disseny de la coberta: Hipgnosis.

Edició en disc compacte:
- Remasterització supervisada per James Guthrie.[22]
- Remasteritzat digitalment per part de Doug Sax al The Mastering Lab de Los Angeles.
- Disseny interior: Storm Thorgerson i Jon Crossland.
- Fotografia addicional: Angus Macray.

## Posició a les llistes
| Any  | Llista                   | Posició |
| ---- | ------------------------ | ------- |
| 1972 | Llista d'àlbums francesa | 1       |
| 1972 | UK Albums Chart          | 6       |
| 1972 | Billboard Àlbums Pop     | 46      |